# جان مولدر
جان مولدر مواليد 15 أكتوبر 1987 في تارتو، هو سائق راليات إستوني. بدأ مسيرته في سنة 2005. كان أول رالي له هو رالي السويد 2005. تسابق في بطولة العالم للراليات.

## روابط خارجية
- جان مولدر على موقع Rallye-info.com (الإنجليزية)
- جان مولدر على موقع eWRC-results.com (الإنجليزية)